# Daedalium
Daedalium era un'antica località sita sulla costa meridionale della Sicilia.
Si trovava in una zona compresa tra Akragas e Finziade: l'Itinerarium Antonini la cita come statio Daedalium. Il toponimo attesterebbe la presenza di un santuario arcaico di influenza cretese.
La stazione è stata collocata da alcuni studiosi nel territorio di Palma di Montechiaro, comune italiano della provincia di Agrigento.